# Ногай
Нога́й, Ису-Ногай — внук Бувала, седьмого сына Джучи-хана, старшего сына Чингиз-хана. Сын Тутара. Беклярибек Золотой Орды.
В последние два десятилетия XIII века в западной части Золотой Орды существовало фактически независимое политическое образование, во главе которого стоял Ногай. Он пользовался огромным влиянием в Юго-Восточной Европе и сопредельных регионах — в зависимости от него временами были правители Болгарии и Сербии, с ним считались в Византии, Венгрии, Иране, Египте. Был женат на внебрачной дочери византийского императора Михаила VIII Палеолога.

## Война Джучидов и Хулагидов

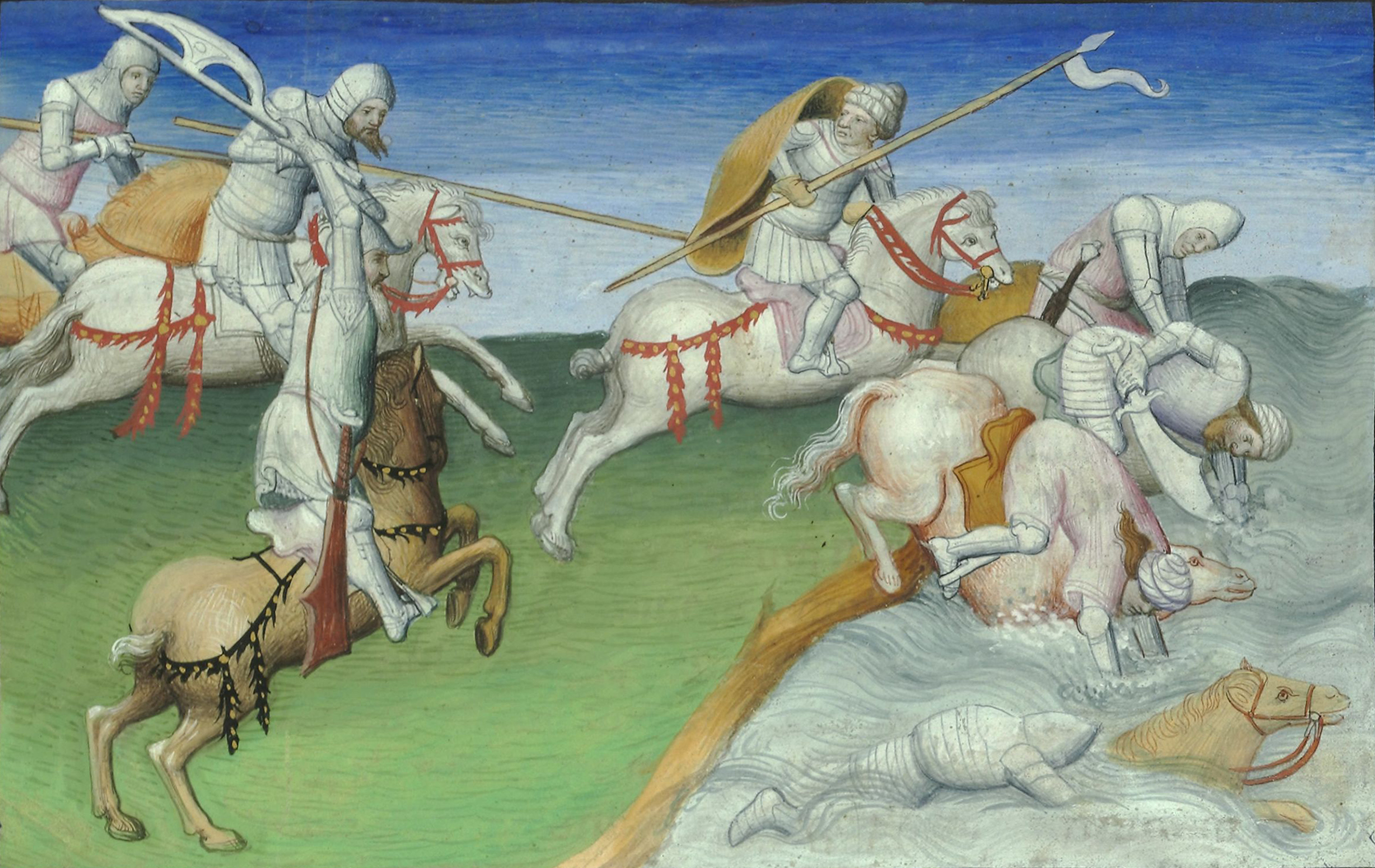
Битва на Тереке. Миниатюра из «Вертограда историй стран Востока» Хетума Патмича. Рукопись начала XV века, Франция

Первое упоминание в источниках о Ногае относится к началу войн между Джучидами и Хулагуидами. В августе 1262 года он в качестве командующего 30-тысячным авангардом ордынцев вторгся в Ширван через Дербентский проход и два месяца спустя разбил авангард хулагуидской армии под командованием Ширемун-нойона у Шемахы.
Однако подошедшие основные силы Хулагу вынудили золотоордынцев отступить за Дербент. Ногай и подчинённые ему войска удерживали Дербент в течение всего дня 8 декабря 1262 года. Затем до 15 декабря золотоордынцы прикрывали дорогу от Дербента вглубь степей. Однако перевес сил был на стороне Хулагидов, ордынцы отступили за Терек и присоединились к основным силам Джучидов.
Ширемун и Абатай, соединившись с Абагой, сыном Хулагу, перешли Терек и захватили лагерь и обозы войск Ногая. Берке организовал контрнаступление, и 13 января 1263 года на берегу Терека хулагуидская армия потерпела поражение, множество воинов при отступлении провалилось сквозь тонкий лёд реки.
В 1263 году Ногай занимал Дербентский улус и участвовал в пограничной войне с иранскими монголами.
Летом 1265 года (июнь-июль) авангард золотоордынских войск во главе с Ногаем вновь вторгся в Закавказье. Форсировав Куру, они столкнулись с армией Хулагидов близ Аксу.
Вслед за авангардом, возглавляемым Ногаем, был послан пятидесятитысячный отряд под командованием Сунтая. Однако Сунитай, заметив противника, отступил без боя. В то же время авангард во главе с Ногаем вступил в схватку и даже победил. В результате упорной схватки войска Джучидов отступили. В результате этих выдающихся действий Ногай был назначен «начальником войск Бату и Берке».
По разным источникам в 1263 или 1265 году в результате удара копьем Ногай потерял глаз.

## Война с Византией
Как установил А. Н. Насонов, золотоордынские войска уже с 1263 года совершали набеги на владения Византийской империи.
В 1265 году Ногай возглавляет поход татарских войск в союзе с болгарским царем Константином Техана на Константинополь. Война была вызвана задержкой византийским императором Михаилом Палеологом египетских послов к Берке-хану.
Двадцатитысячный ордынский корпус через Болгарию вторгся в пределы империи. Татарско-болгарским войскам удалось внезапно напасть на византийцев. Войска императора Михаила VIII Палеолога поддались панике и были разгромлены. Сам император, бросив армию, бежал в столицу. Золотоордынцы осадили крепость Енос в устье реки Марицы, где находился в плену сельджукский султан Изз-ад-Дин. Ногай потребовал его выдачи. Греки требование исполнили, после чего осада была снята. Коалиционные войска разграбили Фракию и отступили. На Византию была наложена ежегодная дань.

## Ногаева Орда

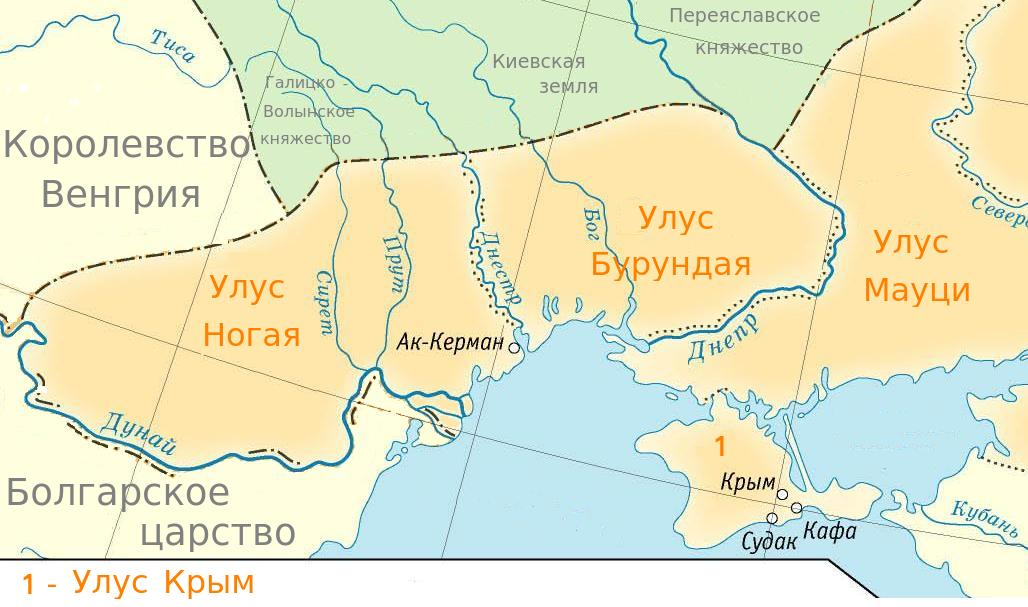
Улусы Золотой Орды в XIII веке: Улус Ногая, Улус Бурундая и Улус Крым

В результате войны с Византией орда Ногая перекочевала из Дербента в междуречье Дуная и Днестра, которое было владением потомков Бувала.
Смерть золотоордынского хана Берке остановила на время крупномасштабные военные действия в Закавказье. В то же время Ногай остался беклярибеком, то есть не только «военным министром», но и главой «правительства». Происхождение же Ногая из рода Чингиз-хана делало его вторым человеком в государстве после великого хана.
Это обстоятельство позволило Ногаю завязать в 1270—1271 годы дипломатические отношения с султаном Египта. В 1270-е годы Ногаева Орда, центр которой располагался в междуречье Дуная и Днестра, начинает доминировать над регионом. В 1270 годы татары совершили набег на Византию.
Отряды Ногая вторгались на Балканы также в 1271, 1277, 1278 годы. Ногай принимал активное участие в подавлении антифеодального восстания в Болгарии под руководством Ивайлы. Последний был убит в 1280 году в ставке Ногая. Около 1273 году византийский император Михаил VIII Палеолог выдал за Ногая свою незаконнорожденную дочь Ефросинью.
Первое известие о контактах Ногая с русскими князьями относится к 1277 году и касается Галицко-Волынской Руси, чья территория непосредственно граничила с его улусом. В 1277 году Ногай прислал к Льву Даниловичу Галицкому, Мстиславу Даниловичу Луцкому, Владимиру Васильковичу Владимиро-Волынскому послов Тегичага, Кутлубугу, Ешимута и призвал галичских князей к походу на литовцев: «Всегда ми жалуете на Литву; осе же вам дал есмь рать и воеводу с ними Мамъшея, пойдете же с ними на ворогы своа». Его войска, пройдя галицко-волынские земли с юга на север, окружили Новогрудок и, не дожидаясь подхода сил русских князей, «извоевали все». Русские рати разорили земли около Городни.
В 1280 году бездетным умер король Болеслав. Лев Данилович Галицкий заявил претензии на часть польской территории. По словам летописи, «еха к Ногаеви окаянному проклятому помочи собе прося у енго на ляхы». Ногай дал отряд во главе с тремя князьями (нойонами): Кончак, Козей, Куботан. Разорив земли у Сандомира, русско-татарский отряд двинулся к Кропивнице с дальнейшей целью развить наступление на Краков. Однако рассредоточенные силы Льва подверглись атакам поляков. В результате «…убиша бо ляхове от полку его многы бояр и слуги добрее, и татар часть убиша. И тако возвратися Лев назад с великим бесчестьем».
Ногай принимал активное участие в подавлении антифеодального восстания в Болгарии под руководством Ивайлы. Последний был убит в 1280 году в ставке Ногая.
Второй этап возвышения Ногая связан со смертью в 1280 году хана Золотой Орды Менгу-Тимура. Золотоордынский престол занял его брат Туда-Менгу. Однако, по данным Бейбарса, фактически власть оказалась в руках жены Менгу-Тимура Джиджек-хатунь и эмира Байтера. Такое положение дел не устраивало стоящие за фигурой Туда-Менгу круги степной аристократии. Они отправили жалобу на Джиджек-хатунь Ногаю, «который приказал задушить ее». Погиб и эмир Байтера. С этого времени арабские авторы называют Ногая «правителем в северных странах». В этот период войска
Ногая совершают большой поход через Дунай, разоряя Болгарию, Фракию и Македонию.
Ногай в 1282—1283 годах выдает ярлык на великое Владимирское княжение Дмитрию Александровичу Переяславскому.
Отречение от престола около 1286 года хана Туда-Менгу сделало Ногая старшим в роду и вызвало активизацию западной политики центрального правительства Золотой Орды.

## Во главе улуса

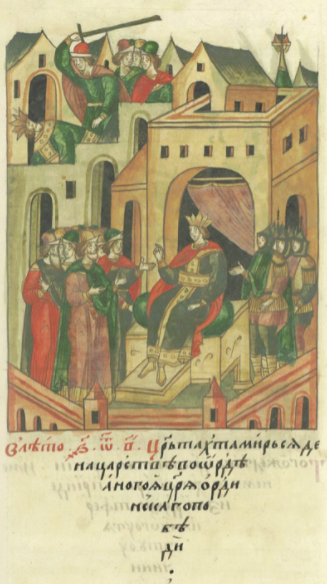
Тохта садится на Золотоордынский престол после убийства Ногая
Миниатюра из Лицевого Летописного свода

В 1283 году Ногай принял у себя Дмитрия Александровича, изгнанного из Северо-Восточной Руси своим младшим братом с помощью войск волжской Орды в ходе борьбы за великое владимирское княжение, и вернул ему престол. В том же году один из баскаков Ногая, Ахмат, за притеснения жителей курской земли был разбит Святославом, князем липецким. Явившиеся на следующий год войска Ногая разорили Посемье.
В 1288 (или 1291) Лев и Мстислав Даниловичи сопровождали Ногая в его походе на Польшу.
Около 1291 года, когда сила Ногая пользовалась уже всеобщим признанием, он возвёл на золотоордынский престол Тохту.
В 1292 году Ногай по просьбе своего вассала Шишмана I затеял поход против сербского короля Стефана Милутина, который был вынужден также признать себя вассалом Ногая и отослать в качестве заложников своего сына Стефана и нескольких видных бояр.
В 1299 году Тохта соединился с сыновьями Ногая и разбил его на берегах Буга. Ногай, раненый, бежал и вскоре был убит (1300).

## Образ в культуре
Ногай является одним из центральных персонажей в книге Василия Яна «К последнему морю».
Ногай также фигурирует в романе Дмитрия Балашова «Младший сын» и в книге Ильяса Есенберлина «Золотая Орда».